# سيد الخواتم (سلسلة أفلام)
سيد الخواتم (بالإنجليزية: The Lord of the Rings)‏ هي سلسلة مغامرات فنتازيا ملحمية مكونة من ثلاثة أفلام من إخراج بيتر جاكسون، استنادًا إلى رواية كتبها جي آر آر تولكين. كان لكل فيلم عنوان فرعي، فعنوان الأول رفقة الخاتم (2001) والثاني البرجان (2002) والثالث عودة الملك (2003). أنتج ووزع السلسلة إستديو نيو لاين سينما وشاركت شركة أفلام وينج نوت، وهو مشروع دولي بين نيوزيلندا والولايات المتحدة. شارك في بطولة السلسلة إليجاه وود وإيان ماكيلين وليف تايلر وفيجو مورتينسين وشون أستين وكيت بلانشيت وجون رايز-ديفيس وكريستوفر لي وبيلي بويد ودومينيك موناغان وأورلاندو بلوم وهوغو ويفنغ وأندي سركيس وشون بين.
تدور أحداث السلسلة في عالم خيالي يُدعى الأرض الوسطى، وتحكي عن رحلة الهوبيت فرودو باجنز ورفقة الخاتم للبحث عن الخاتم الأول بغية تدميره، لضمان القضاء على سيد الظلام ساورون الذي صنع الخاتم. تنقسم الرفقة في النهاية ويواصل فرودو البحث مع رفيقه المخلص سام والخائن غولوم. في هذه الأثناء، يتحد أراغورن وهو الوريث المنفي لعرش مملكة غوندور [الإنجليزية] مع ليغولاس وجيملي [الإنجليزية] وبرومير وميري وبيبين، والساحر غاندالف، لحشد الشعوب الحرة في الأرض الوسطى في حرب الخاتم من أجل مساعدة فرودو عن طريق تشتيت انتباه ساورون.
صُورت الأفلام الثلاثة كاملةً بشكل متزامن في موطن مخرج السلسلة جاكسون في نيوزيلندا، في الفترة من 11 أكتوبر 1999 حتى 22 ديسمبر 2000، مع لقطات الصغيرة من 2001 إلى 2004. كان أحد أكبر مشاريع الأفلام وأكثرها طموحًا على الإطلاق، فقد بلغت ميزانية السلسلة $281 مليون. عُرِض الفيلم الأول من السلسلة في ساحة أوديون ليستر السينمائية في لندن في 10 ديسمبر 2001؛ عُرض الفيلم الثاني في مسرح زيغفيلد في مدينة نيويورك في 5 ديسمبر 2002؛ بينما عُرض الفيلم الثالث في مسرح إمباسي [الإنجليزية] في ويلينغتون في 1 ديسمبر 2003. كما صدرت نسخة مطولة من كل فيلم على شريط فيديو منزلي بعد عام من طرحه في دور العرض.
سلسلة سيد الخواتم من أعظم سلاسل الأفلام وأكثرها تأثيرًا على الإطلاق. فقد نجحت نجاحًا ماليًا كبيرًا وكانت من بين سلاسل الأفلام الأعلى ربحًا على الإطلاق حيث بلغت إيراداته $2.981 مليار في جميع أنحاء العالم. نال كل فيلم استحسانًا كبيرًا، مع ثناء كبير على مؤثراته البصرية المبتكرة والأداء التمثيلي والموسيقى التصويرية والعمق العاطفي وحصلت السلسلة على 17 جائزة من أصل 30 ترشيحًا لجوائز الأوسكار.

## الأفلام

### فيلم رفقة الخاتم
في العصر الثاني من عمر الأرض الوسطى، يُمنح سادة الجان والأقزام والبشر خواتم القوة. لكن يصبّ سيد الظلام ساورون، دون علم البقية، الخاتم الأوحد في جبل الهلاك، ويجعل فيه جزءًا جمًا من قدرته ليغدو مهيمنًا على بقية الخواتم، وذلك ليتسنّى له غزو الأرض الوسطى. يحارب تحالف نهائي من البشر والجان قوات ساورون في موردور، حيث يبتر إيسلدور أمير غوندور إصبع ساورون الذي يحمل الخاتم، ويفنى نتيجة ذلك جسده المادي. يبدأ العصر الثالث من عمر الأرض الوسطى مع هزيمة ساورون الأولى. يتملّك إيسلدور الخاتم، فيُفسده تأثير الخاتم. تقتل مخلوقات الأورك إيسلدور لاحقًا، ويُفقد الخاتم لمدة 2500 سنة، حتى يجده غولوم، الذي يحوزه لخمسة قرون. ثم يجد الخاتم هوبيت اسمه بيلبو باجنز، يُصبح خفيًا عندما يرتديه، إلا أن باجنز لا علم له بتاريخ هذا الخاتم.
بعد ستين عامًا، يحتفل بيلبو بعيد ميلاده الـ111 في المقاطعة (الشاير)، ويجتمع شمله بصديقه القديم، الساحر غاندالف الأشيب. يفصح بيلبو عن نيته بمغادرة المقاطعة في مغامرة أخيرة، ويترك إرثه، بما فيه الخاتم، لابن أخيه فرودو. رغم أن فساد الخاتم يبدأ بنخر لبّ بيلبو ويحاول الاحتفاظ به لنفسه، يساور الشك نفس غاندالف بشأن الخاتم، فيطلب من فرودو كتم سر الخاتم والحفاظ عليه. يفحص غاندالف بعد ذلك الخاتم، ويكتشف طبيعته الحقيقية، وينبّه فرودو مرة أخرى. يعلم غاندالف أن الأورك قبضوا على غولوم وعذبوه، وأن غولوم لفظ كلمتين في أثناء استجوابه: «المقاطعة» و«باغنز». يوعز غاندالف إلى فرودو بمغادرة المقاطعة، برفقة صديقه ساموايز كامجي. يمتطي غاندالف حصانه إلى آيزنغارد للقاء زميله الساحر سارومان، لكنه يعلم أن سارومان قد تحالف مع ساورون، الذي بعث خدمه النازغول الموتى الأحياء التسعة لإيجاد فرودو. يأسر سارومان غاندالف بعد معركة وجيزة.
ينضم إلى فرودو وسام رفيقاهما من الهوبيت ميري وبيبين، ويتملصون من النازغول، ويصلون قرية بري، حيث يفترض بهم لقاء غاندالف. مع ذلك، لا يصل غاندالف أبدًا، ويغيثهم حارس اسمه سترايدر عوضًا عنه، وهو صديق لغاندالف وعد بمرافقتهم إلى ريفينديل. يكمن النازغول لجماعة الهوبيت في ويذرتوب، ويطعن قائدهم، الملك الساحر، فرودو بنصل ملعون من مورغول. تقتفي أروين، وهي جنية وخطيبة سترايدر، أثر أراغورن وجماعة الهوبيت وتغيث فرودو، تنقذه من النازغول وتعرقلهم. تأخذه إلى ريفينديل حيث يُعالج. يلتقي فرودو بغاندالف، بعد أن هرب من آيزنغارد بمساعدة عقاب عملاق اسمه غوايهير. في تلك الليلة، يجتمع شمل أراغورن بآروين في ريفينديل، حيث يشددان على حبهما والتزامهما لبعضهما. يقيم اللورد إلروند، والد آروين، مجلسًا يقَر فيه وجوب تدمير الخاتم في جبل الهلاك. في خضم جدال أعضاء المجلس، يتطوع فرودو لأخذ الخاتم، يصحبه غانالف، وسام، وميري، وبيبين، والجني ليغولاس، والقزم جيملي، وبورومير من غوندور، وسترايدر، الذي يتبين أنه أراغورن ذاته، وريث إيسلدور وملك غوندور الشرعي. يعطي بيلبو سيفه المدعوّ ستينغ لفرودو، تنطلق رفقة الخاتم، لكن قوى سارومان السحرية تجبرهم على السفر عبر مناجم موريا، الأمر الذي ساء غاندالف للغاية.
تكتشف الرفقة أن أقزام موريا قد تعرضوا لمذبحة، ويهاجمهم الأورك وترولات الكهوف ويهزمونهم، لكن يواجههم هلاك دورين، شيطان مقيم داخل المناجم. يُلقي غاندالف الشيطان في صدع واسع، لكنه يجر غاندالف إلى الظلام السفلي معه. تصل الرفقة، بقيادة أراغورن، إلى لوثلورين، موطن الجان غالادريال وسيليبورن. تُعلم غالادريال فرودو سرًا أنه الوحيد القادر على إتمام المسعى، وأن أحد أصدقائه سيحاول حيازة الخاتم. في هذه الأثناء، ينشئ سارومان جيشًا من الأورك لتقفي أثر الرفقة وقتلهم.
تغادر الرفقة لوثلورين عبر نهر بارث غالين. يتواجه فرودو مع بورومير في أثناء تجواله، ويحاول الأخير يائسًا سرقة الخاتم. خوفًا من إفساد الخاتم لأصدقائه، يقرر فرودو المسافرة إلى موردور وحيدًا. يباغت الأورك الرفقة بعد ذلك ويأسرون ميري وبيبين، ويجرح قائد الأورك لورتز، بورومير جرحًا مميتًا. يصل أراغورن ويذبح لورتز، ويُراقب بورومير بينما يموت بسلام. يتبع سام فرودو مرافقًا إياه ليوفي وعده لغاندالف بحماية فرودو، بينما يتوجه أراغورن، وليغولاس، وغيملي لإنقاذ ميري وبيبين.

### فيلم البرجان
بعد يقظتهما من حلم يقتتل فيه غاندالف مع الشيطان بارلوغ في موريا، يجد فرودو باجنز ورفيقه ساموايز كامجي نفسيهما تائهين في إمين مويل قرب موردور وسرعان ما يُدركان أن غولوم، مالك الخاتم الأوحد السابق، يلاحقهما. بعد أن يلقيا القبض عليه، يعطف فرودو على غولوم ويقرر استخدامه كمرشدٍ إلى موردور، صارفًا النظر عن اعتراضات سام.
في هذه الأثناء، يطارد أراغورن وليغولاس وجيملي الأورك-هاي سعيًا لإنقاذ رفيقيهما ميري وبيبين. يقع الأورك-هاي في قبضة مجموعة من الروهانيين، وقتما يهرب زوج الهوبيت إلى غابة فانغورن. يلتقي أراغورن ومجموعته بالروهانيين وقائدهم إيومير لاحقًا، الذي يُفصح أن ملكهم ثيودين قد نفاه وجماعته بعد أن تلاعب به سارومان وخادمه غريما ورمتونغ وجعلاه يغض النظر عن قوات سارومان المستفحلة في روهان. أثناء بحثهم عن ميري وبيبين في غابة فانغورن، يصادف أراغورن ومجموعته غاندالف، الذي أُعيد بعثه بصفة غاندالف الأبيض ليساعد في إنقاذ الأرض الوسطى بعد استسلامه لجراحه التي تلقاها أثناء قتله بارلوغ في موريا.
تسافر مجموعة أراغورن إلى إيدوراس عاصمة روهان، حيث يحرر غاندالف ثيودين من تأثير سارومان ويُنفى ورمتونغ. بعد أن يعلم ثيودين بمخططات سارومان لمحو روهان بجيش الأورك-هاي خاصته، يقرر ثيودين ترحيل مواطنيه إلى هليمز ديب، وهو حصن عتيق كان ملاذًا لشعب روهان في الأزمنة الغابرة، بينما يرحل غاندالف بغية كسب عون جيش إيومير. يبني أراغورن صداقة مع ابنة أخ ثيودين، آيوين، التي سرعان ما تُتَيّم به. عندما يرسل سارومان قطيعاً من الأورك الذين يمتطون مخلوقات الوارغ لمهاجمة الملتجئين من مجموعة أراغورن، يهوي أراغورن عن جرف ويُعتبر ميتًا. على كلٍ، يوقظه حصانه بريغو ويأخذه إلى هيلمز ديب. ويشاهد جيش سارومان متجهاً إلى الحصن.
في ريفنديل، يخبر اللورد إلروند ابنته آروين أن أراغورن ليس بعائدٍ. يخبرها أن بقاءها في الأرض الوسطى لن يجلب عليها إلا الموت والخراب، وأنه حتى في حال نجا أراغورن وأصبح ملك غوندور، وحتى لو هُزم ساورون مرة أخرى، ستموت وحيدة. يُقنعها هذا أن ترحل على مضض إلى فالينور. ينضم إلى المدافعين في هيلمز ديب فرقة من جان لوثلورين. يصل جيش الأوروك هاي إلى هيلمز ديب تلك الليلة وتدور رحى معركة تدوم الليل بطوله. يخترق الأوروك هاي السور الخارجي مستخدمين متفجرات شبيهة بالبارود ويُجبرون من بقي من المدافعين على التقهقر إلى القلعة الداخلية.
يحضر تريبيرد كلًا من ميري وبيبين، بعد أن أقنعاه أنهم حلفاء، إلى مجلس للإنت في فانغورن حيث يقرر الإنت أنهم لن ينخرطوا في الحرب. يطلب بيبين بعدها من تريبيرد أن يأخذه ناحية آيزنغارد، حيث يشهدون الخراب الذي سببته جهود سارومان الحربية للغابة. يثور تريبيرد ويستدعي الإنت الذين يجتاحون آيزنغارد، ويُغرقون الأوركس بتخريب سدهم على النهر ويحاصرون سارومان في برج أورثانك.
في هيلمز ديب، يقنع أراغورن ثيودين القانط بالخروج لملاقات الأوروك هاي في هجوم أخير. يصل خيالة غاندالف وإيومير عند شروق الشمس، ويقلبون موازين المعركة. يفر الأوروك هاي بعدها إلى غابة فانغورن، التي اقتربت من المعركة إثر إلحاح تريبيرد، حيث دُمرت فلولهم. يحذر غاندالف أن انتقام ساورون سيكون مريعًا وسريعًا.
في هذه الأثناء، يقود غولوم فرودو وسام عبر الأهوار الميتة إلى البوابة السوداء لكنه يقنعهم بدخول موردور عبر طريق بديل. يقع فرودو وسام بعدها أسرًى لحراس إيثيلين بقيادة فارامير، أخو بورومير. يساعد فرودو فارامير على القبض على غولوم لإنقاذه من الموت ويعرف فارامير قصة الخاتم الأوحد ويأخذ أسراه إلى غوندور ليفوز باحترام والده. بينما يعبرون عبر مدينة أوسغيلياث الغوندورية المحاصرة، يكشف سام أن الخاتم قاد بورومير للجنون وأنه حاول أخذه. يكاد نازغول مهاجم يقبض على فرودو، الذي يتهجم على سام للحظة قبل أن يعود إلى رشده، مجبرًا سام على تذكيره بأنهم يقاتلون من أجل الخير المتبقي في الأرض الوسطى. يُعجب فارامير بفرودو ويطلق سراحهم وغولوم. بينما يقود زوج الهوبيت مرة أخرى، يقرر غولوم الثأر من فرودو واستعادة ملكية الخاتم عبر سَوقهم إلى مغارة العنكبوت العملاق «شيلوب» فوق نهر كيريث أنغول.

### فيلم عودة الملك
يصطاد زوج من الهوبيت، سيمغول وديغول، السمك، ويكتشف الأخير الخاتم الأوحد في قعر النهر. يقع سميغول في شرك سحر الخاتم، ويقتل رفيقه من أجله. ينسحب إلى الجبال الضبابية وقتما يحوّر الخاتم جسده وذهنه إلى المخلوق المسمى غولوم.
بعد مضي قرون، في حرب الخاتم، يقود غاندالف أراغورن، وليغولاس، وغيملي، والملك ثيودين إلى آيزنغارد، حيث يلتم شملهم مع ميري وبيبين. يسترد غاندالف البالانتير (الكرة الزجاجية) الخاصة بسارومان المهزوم. ينظر بيبين لاحقًا في صخرة البصيرة، ويهاجمه ساورون عن بُعد. يخمن غاندالف من وصف بيبين لرؤاه أن ساورون سيهاجم ميناس تيريث عاصمة غوندور. يمتطي خيله إلى هناك ليحذر دينيثور وكيل غوندور، آخذًا بيبين معه.
يقود غولوم كلًا من فرودو باغنز وساموايز غامجي إلى ميناس مورغول، حيث يرون الملك الساحر، قائد النازغول التسعة، يسوق جيشًا من الأوركس ناحية غوندور. يبدأ الهوبيتان تسلق سلالم منحوتةٍ في واجهة الجرف يُفترض أنها ستقودهم إلى موردور عبر «طريق سري»، غير مدركين أن غولوم يخطط لقتلهما وسرقة الخاتم. يضرب الملك الساحر وقواته أوسغيلياث ويسيطرون عليها، غاصبين فارامير وحاميته على التقهقر إلى ميناس تيريث.
يتخلص غولوم من طعام الهوبيتين، ملقيًا اللائمة على سام. يصدق فرودو أن سام يرغب بالخاتم، ويطلب منه أن يرجع إلى الوطن قبل أن يتابع المسير مع غولوم عبر قناة تقود إلى موردور. يحتال عليه غولوم ليخاطر بالدخول إلى وَجار العنكبوت العملاق شيلوب. يهرب فرودو بشق الأنفس ويواجه غولوم، يخبره بوجوب تدميره الخاتم لمصلحة كليهما. يهاجم غولوم فرودو لكنه يقع في هوة. يتابع فرودة سيره، لكن شيلوب تكشفه، وتشله، وتلفه بخيوطها. يرجع سام ويجرح شيلوب، ما يجعلها تفر. يختبئ سام عند ظهور بعض الأوركس الذين يأخذون فرودو معهم. يبدأ الأوركس قتالًا لاختلافهم على ملكية ميثريل، صدار فرودو، فيسمح ذلك لسام بالفرار مع فرودو واستئناف رحلتهما.
يعلم أراغورن من إلروند أن قوى آروين تخبو، بسبب رفضها الرحيل لصالح البقاء في الأرض الوسطى، والاتحاد ثانية مع أراغورن، وتأسيس عائلة، والتحول إلى فانية بطوع إرادتها، بعد أن راودتها رؤيا لابنها من أراغورن. تقنع آروين والدها المعارض بقبول قرار بقائها في الأرض الوسطى وبأن يمنح أندوريل لأراغورن، وهو سيف أعاد حدادو ريفينديل صناعته من شذرات سيف ايسلدور، نارسيل، كي يستطيع استرداد حقه الطبيعي بينما يحصّل تعزيزات من الموتى في دَنهارو. يسافر أراغورن بصحبة ليغولاس وغيملي إلى مسالك الموتى، بغية تجنيد جيش الموتى عبر التعهد لهم بإطلاق سراحهم ورفع اللعنة التي أنزلها ايسلدور عليهم.
يُجرح فارامير جُرحًا قاتلًا بعد بذل جهد جهيد لاستعادة أوسغيلياث؛ ويجن جنون دينيثور لاعتقاده أن ابنه قد توفي. يبقى غاندالف وحيدًا في وجه لجيش الأوركس بقيادة غوثموغ. بينما يشق جيش غوثموغ طريقه إلى المدينة، يحاول دينيثور قتل نفسه وفارامير على محرقة جثث. ينبه بيبين غاندالف وينقذا فارامير، لكن دينيثور المحترق يقفز من قمة ميناس تيريث لحظات قبل وصول ثيودين وابن أخيه، إيومير، مع الروهانيين. خلال المعركة الهائلة، يدحرهم الهاراديون ممتطو الفيلة العملاقة، بينما يجرح الملك الساحر ثيودين جرحًا قاتلًا. رغم أن آيوين ابنة أخو ثيودين تقضي على الملك الساحر بمساعدة ميري، يستسلم ثيودين لجراحه. يصل أراغورن مع جيش الموتى، الذين يغلبون جيش ساورون وينتصرون بالمعركة؛ يحررهم بعدها أراغورن من اللعنة.
يقرر أراغورن الزحف فوق البوابة السوداء كوسيلة إلهاء كي يتاح لفرودو الوصول إلى جبل الهلاك. يطرد جيش أراغورن فلول قوات ساورون ويفرغ موردور، ممكنًا فرودو وسام من الوصول إلى البركان، لكن غولوم يهاجمهما فور وصولهما إلى جبل الهلاك. بينما يقف فرودو على الحافة فوق النيران البركانية، يستلسلم لسحر الخاتم ويطالب بملكيته، ويضعه على إصبعه. يتمكن غولوم من إيجاد فرودو ومهاجمته مع أن الأخير أصبح خفيًا بلبسه الخاتم، ويعضه باترًا إصبعه لاستعادة الخاتم. يقاتله فرودو، وبينما يتصارعان على الخاتم، يسقط كلاهما عن الحافة. يسقط غولوم مع الخاتم في النار ويموت. يتعلق فرودو بجنب الحافة، وينقذه سام بينما ينصهر الخاتم في الحمم. يهرب فرودو وسام، ويهلك ساورون وقواته والتسعة النازغول مع انهيار موردور.
يأتي غاندالف ممتطيًا العقبان لإنقاذ الهوبيتين، الذين يستيقظان في ميناس تيريث ويلتم شملهما مع من نجا من الرفقة. يتوَج أراغورن ملكًا على غوندور ويتخذ آروين مليكةً له. يعود الرفاق الهوبيت إلى وطنهم في الشاير، حيث يتزوج سام من روزي كوتون. بعد عدة سنوات، يرحل فرودو عن الأرض الوسطى إلى الأراضي السرمدية مع عمه بيلبو، وغاندالف، والجان. يترك لسام كتاب رحلة الغرب الأحمر، الذي يصف مغامراتهما بالتفصيل. يعود سام إلى الشاير، حيث يعانق روزي وأطفالهما.

## طاقم السلسلة

### اختيار الممثلين
بدأ مخرج العمل جاكسون مناقشات حول اختيار الممثلين أثناء تطوير النصوص مع شركة ميرماكس. ووضع مع كتاب السيناريو والش وبوينز قائمة أحلامهم لطاقم لممثلين، والتي تضمنت كيت بلانشيت لشخصية غالادريل وإيان هولم لدور بيلبو. وأثناء البحث عن مؤدي شخصية غاندالف، سجلت فيليبا بوينز شريطًا لباتريك ستيوارت لمقارنته مع إيان ماكيلين، ولذلك اقترحت على مخرج العمل جاكسون اختيار إيان ماكيلين. فأصبح ماكيلين أولى اختيارات جاكسون لشخصية غاندالف. أرسل كريستوفر لي لجاكسون صورةً له مرتدياً زي ساحر، رغبةً منه في لعب دور غاندالف، فقرر جاكسون أنه سيكون مثالياً لدور سارومان.
أرادت شركة ميرماكس اسمًا معروفًا لغاندالف، ولذلك اقترحت ماكس فون سيدو أو بول سكوفيلد، وحتى أنها ذكرت اسم مورغان فريمان كونها تريد نجمًا أمريكيًا. عندما تولى استديو نيو لاين زمام الإنتاج، اقترحوا أن يؤدي كريستوفر بلامر أو شون كونري دور غاندالف، لكن كلاهما رفض، ورفض الاستديو ريتشارد هاريس عندما ذُكر اسمه. عندما استفسر فون سيدو عن الدور لاحقًا، أخبره وكيله أنهم يبحثون عن ممثل إنجليزي.
أثناء عملية اختيار الممثلين، بحث جاكسون عن خيارات احتياطية للعديد من الأدوار، بما في ذلك لوسي لوليس ونيكول كيدمان لدور غالادريل؛ وأنتوني هوبكنز وسيلفستر مكوي لدور بيلبو إلا أن سيلفستر أُعيد اختياره لدور راداغاست، وكان من الخيارات الاحتياطية لدور سارومان كلٌّ من باول سكوفيلد وجيريمي أيرونز ومالكولم ماكدويل وتيم كاري. وفضلًا عن الأسماء المذكورة سابقًا لدور غاندالف، نظر مشرفو العمل إلى أسماء أخرى مثل: توم باركر وتوم ويلكينسون وسام نيل وبرنارد هيل (الذي اختير لدور ثيودين) وبيتر أوتول، والعديد من الممثلين الكبار في السن الذين أجروا تجارب أداء لأدوار أخرى مثل باتريك ماكجوهان وأنتوني هوبكنز.
تناقشت شركة ميرماكس والمخرج جاكسون مع السير دانيال دي لويس حول أداء شخصية أراغورن، ويرجح أن هذا النقاش جزء من «تكهنات خيالية على الإنترنت»  بأن دي لويس قد تم الاتصال به من أجل الدور عدة مرات، إلا أن الثابت أن جاكسون تواصل معه بخصوص الدور في النهاية. فكر جاكسون بستيوارت تاونسند، ولكن الاستديو اعتبره صغيرًا جدًا. بعد بدء التصوير، اتفق جاكسون مع رأي الاستديو وقرر إسناد الدور لغيره. ووقع اختيارهم على فيجو مورتينسين، لكنهم تواصلوا احتياطًا مع راسل كرو (الذي أجرى اختبارًا لشخصية بورومير أيضًا).
أثبت باتريك ماكجوهان الذي كان اختيارهم الأول لشخصية دينيثور، بأنه يحمل تعابير «غاضبة جدًا» عند اجتماعه مع مشرفي العمل، وبدلاً من ذلك فكروا في دونالد ساذرلاند وجون ريس ديفيز، وفي النهاية اختاروا جون نوبل. وأُعيد اختيار ديفيز لدور جيملي، حيث قدم كلٌّ من بيلي كونولي (الذي أدى تجربة لاحقًا لدور داين)، وروبرت تريبور [الإنجليزية] وتيموثي سبال تجربة أداء لذات الدور. في محادثات مع شركة ميرماكس، ذُكر اسم ليام نيسون لدور بورومير، لكنه رفض. وكان من ضمن الخيارات دانيال كريغ، واقترح استديو نيو لاين اسم نيكولاس كيج، لكن صانعي الفيلم رفضوا واختاروا شون بين.

### الممثلون
فيما يلي قائمة بأعضاء فريق التمثيل الذين لعبوا الشخصيات التي تظهر في النسخة المطولة من الأفلام.
| الشخصية              |                                       |                                      |                                  |
| الشخصية              | رفقة الخاتم                           | البرجان                              | عودة الملك                       |
| فيلم رفقة الخاتم     | فيلم رفقة الخاتم                      | فيلم رفقة الخاتم                     | فيلم رفقة الخاتم                 |
| -------------------- | ------------------------------------- | ------------------------------------ | -------------------------------- |
| فرودو باجنز          | إليجاه وود                            | إليجاه وود                           | إليجاه وود                       |
| أراغورن              | فيجو مورتينسين                        | فيجو مورتينسين                       | فيجو مورتينسين                   |
| برومير               | شون بين                               | شون بين                              | شون بين                          |
| ميري برانديباك       | دومينيك موناغان                       | دومينيك موناغان                      | دومينيك موناغان                  |
| ساموايز كامجي        | شون أستين                             | شون أستين                            | شون أستين                        |
| غاندالف              | إيان ماكيلين                          | إيان ماكيلين                         | إيان ماكيلين                     |
| جيملي                | جون رايز-ديفيس                        | جون رايز-ديفيس                       | جون رايز-ديفيس                   |
| ليغولاس              | أورلاندو بلوم                         | أورلاندو بلوم                        | أورلاندو بلوم                    |
| بيبين توك            | بيلي بويد                             | بيلي بويد                            | بيلي بويد                        |
| المقاطعة وقرية البري |                                       |                                      |                                  |
| بيلبو باجنز          | إيان هولم                             | -                                    | إيان هولم                        |
| السيدة برايسغاردل    | لوري دنجي                             | -                                    |                                  |
| بارليمان بوتربور     | ديفيد ويثرلي                          | -                                    |                                  |
| روزي كوتون           | سارة ماكليود                          | -                                    | سارة ماكليود                     |
| غافر كامجي           | نورمان فورسي                          | -                                    | نورمان فورسي                     |
| إليانور كامجي        | -                                     | ألكسندرا أستين                       |                                  |
| حارس بوابة قرية بري  | مارتن ساندرسون                        | -                                    |                                  |
| مُزارع ماغوت          | كاميرون رودس                          | -                                    |                                  |
| نويكس المسن          | بيل جونسون                            | -                                    |                                  |
| إيفرارد براودفوت     | نويل أبلباي                           | -                                    | نويل أبلباي                      |
| السيدة بروادفوت      | ميغان إدواردز                         | -                                    |                                  |
| أوتو ساكفيل          | بيتر كوريغان                          | -                                    |                                  |
| لوبيلا ساكفيل-باجنز  | إليزابيث مودي                         | -                                    |                                  |
| تيد سانديمان         | برايان سيرجنت                         | -                                    |                                  |
| ريفينديل ولوثلورين   |                                       |                                      |                                  |
| أروين                | ليف تايلر                             | ليف تايلر                            | ليف تايلر                        |
| سيلبورن              | مارتون كسوكاس                         | -                                    | مارتون كسوكاس                    |
| إلروند               | هوغو ويفنغ                            | هوغو ويفنغ                           | هوغو ويفنغ                       |
| فيغويت               | بريت ماكنزي                           | -                                    | بريت ماكنزي                      |
| غالادريل             | كيت بلانشيت                           | كيت بلانشيت                          | كيت بلانشيت                      |
| هالدير               | كريغ باركر                            | كريغ باركر                           | -                                |
| روميل                | جورن بنزون                            | -                                    |                                  |
| آيزنغارد وموردور     |                                       |                                      |                                  |
| غولوم                | أندي سركيس                            | أندي سركيس                           | أندي سركيس                       |
| غورباغ               | -                                     | ستيفن أور                            |                                  |
| غوثموغ               | -                                     | لورانس ماكوار كريغ باركر (أداء صوتي) |                                  |
| غريما ورمتونغ        | -                                     | براد دوريف                           | براد دوريف                       |
| غريشناك              | -                                     | ستيفن أور                            | -                                |
| لورتز                | لورانس ماكور                          | -                                    |                                  |
| موهور                | -                                     | روبي ماغسيفا أندي سركيس (أداء صوتي)  | -                                |
| فم ساورون            | -                                     | بروس سبنس                            |                                  |
| الخاتم الأوحد        | الان هوارد (أداء صوتي)                | -                                    | الان هوارد (أداء صوتي)           |
| سارومان              | كرستوفر لي                            | كرستوفر لي                           | كرستوفر لي                       |
| ساورون               | سالا بيكر الان هوارد (أداء صوتي)      | -                                    | سالا بيكر الان هوارد (أداء صوتي) |
| شاغرات               | -                                     | بيتر تيت                             |                                  |
| شاركو                | -                                     | جيد بروفي                            | -                                |
| سناغا                | -                                     | جيد بروفي أندي سركيس (أداء صوتي)     | -                                |
| أوغلوك               | -                                     | ناثانييل ليز                         | -                                |
| نازغول               | برينت ماكلنتير أندي سركيس (أداء صوتي) | -                                    | لورانس ماكور                     |
| روهان وغوندور        |                                       |                                      |                                  |
| دامرو                | -                                     | أليستير براونينج                     |                                  |
| دينيثور              | -                                     | جون نوبل                             | جون نوبل                         |
| إيومير               | -                                     | كارل أوربان                          | كارل أوربان                      |
| إيوثان               | -                                     | سام كومري                            | -                                |
| آيوين                | -                                     | ميراندا أوتو                         | ميراندا أوتو                     |
| فارامير              | -                                     | ديفيد وينهام                         | ديفيد وينهام                     |
| فريدة                | -                                     | أوليفيا تينيت                        | -                                |
| غاميلنغ              | -                                     | بروس هوبكنز                          | بروس هوبكنز                      |
| غريمبولد             | -                                     | بروس فيليبس                          |                                  |
| هاما                 | -                                     | جون لي                               | -                                |
| هاليث                | -                                     | كالوم غيتينز                         | -                                |
| إيرولاس              | -                                     | إيان هيوز                            |                                  |
| ملك الموتى           | -                                     | باول نوريل                           |                                  |
| مادريل               | -                                     | جون باش                              | جون باش                          |
| موروين               | -                                     | روبن مالكوم                          | -                                |
| ثيودين               | -                                     | برنارد هيل                           | برنارد هيل                       |
| ثيودراد              | -                                     | باريس هاو ستريو                      | -                                |
| تريبيرد              | -                                     | جون رايز-ديفيس (أداء صوتي)           | جون رايز-ديفيس (أداء صوتي)       |
| شخصيات تاريخية       |                                       |                                      |                                  |
| غولوم                | توماس روبنز (يد فقط)                  | -                                    | توماس روبنز                      |
| إلينديل              | بيتر ماكنزي                           | -                                    |                                  |
| آلف                  | مارك فيرغسون                          | -                                    |                                  |
| إيسلدور              | هاري سينكلير                          | -                                    | هاري سينكلير                     |

### فريق العمل
| فريق العمل            |                                                          |                                                          |                                                          |
| فريق العمل            | رفقة الخاتم                                              | البرجان                                                  | عودة الملك                                               |
| --------------------- | -------------------------------------------------------- | -------------------------------------------------------- | -------------------------------------------------------- |
| المخرج                | بيتر جاكسون                                              | بيتر جاكسون                                              | بيتر جاكسون                                              |
| المنتجون              | باري إم. أوسبورن وبيتر جاكسون وفران والش وتيم ساندرزFOTR | باري إم. أوسبورن وبيتر جاكسون وفران والش وتيم ساندرزFOTR | باري إم. أوسبورن وبيتر جاكسون وفران والش وتيم ساندرزFOTR |
| كتاب السيناريو        | فران والش وفيليبا بوينز وبيتر جاكسون وستيفن سنكليرTT     | فران والش وفيليبا بوينز وبيتر جاكسون وستيفن سنكليرTT     | فران والش وفيليبا بوينز وبيتر جاكسون وستيفن سنكليرTT     |
| المؤلف الموسيقي       | هوارد شور                                                | هوارد شور                                                | هوارد شور                                                |
| المصور السينمائي      | أندرو ليزني                                              | أندرو ليزني                                              | أندرو ليزني                                              |
| المونتاج              | جون غيلبرت                                               | مايكل هورتون                                             | جامي سلكريكROTK                                          |
| مصممو الإنتاج         | دان هينا وغرانت ميجر                                     | دان هينا وغرانت ميجر                                     | دان هينا وغرانت ميجر                                     |
| التصميم المفاهيمي     | ألان لي وجون هاو                                         | ألان لي وجون هاو                                         | ألان لي وجون هاو                                         |
| مصممو الأزياء         | نيجلا ديسكون وريتشارد تايلور                             | نيجلا ديسكون وريتشارد تايلور                             | نيجلا ديسكون وريتشارد تايلور                             |
| مشرف المؤثرات البصرية | جيم ريجيل                                                | جيم ريجيل                                                | جيم ريجيل                                                |
| شركات الإنتاج         | نيو لاين سينما وأفلام وينج نوت                           | نيو لاين سينما وأفلام وينج نوت                           | نيو لاين سينما وأفلام وينج نوت                           |
| شركة التوزيع          | نيو لاين سينما                                           | نيو لاين سينما                                           | نيو لاين سينما                                           |

FOTR.^ عمل فقط في جزء رفقة الخاتم.
TT.^ عمل فقط في جزء البرجان.
ROTK.^ كان محرراً فقط في جزء عودة الملك.

## مراحل تطور العمل

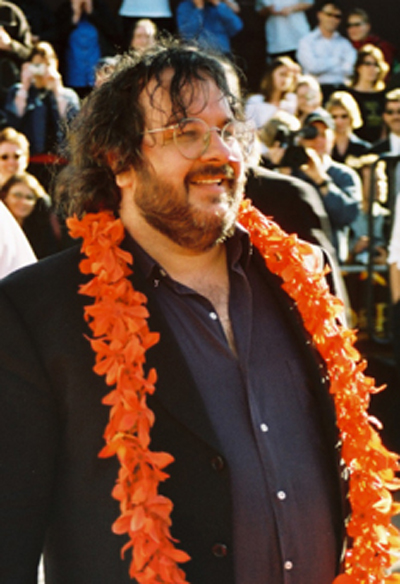
بيتر جاكسون في العرض الأول لفيلم سيد الخواتم: عودة الملك في 1 ديسمبر 2003 في مسرح إمباسي في ويلينغتون.

### المحاولات السابقة
حاول كلٌ من ويليام سنايدر وبيتر شافير وجون بورمان إنتاج أعمال تولكين، إلا أن محاولاتهم ما أنتجت سوى بضع النصوص التي لم تصل لمرحلة الإنتاج وشيئاً من الفن المفاهيمي ورسوماً متحركة قصيرة. فضلاً عن هؤلاء، أبدى والت ديزني وآل بروداكس وفورست أكرمان ودينيس أوديل وجورج لوكاس اهتماماً لإنتاج أعمال تولكين، إذ أراد دينس أوديل أن يعهد بإخراج العمل إلى ريتشارد ليستر لكنه تواصل مع ديفيد لين وستانلي كوبرك ومايكل انجلو انطونيوني. ونتج عن هذه المحاولات أن حق تبني أعمال تولكين قد تنقل بين العديد الإستديوهات، فقد تملك هذا الحق إستديو أفلام رامبرانت لوقت قصير قبل أن ينتقل الحق بشكل نهائي إلى شركة يونايتد آرتيست. في عام 1976، نقلت شركة يونايتد آرتيست حقوق تبني سيد الخواتم وجزء من حقوق سلسلة الهوبيت إلى إستديو فانتازي فيلمز.
في عام 1977، أنتجت شركة رانكين وباس رواية الهوبيت - وهي أحد أعمال تولكين - بصورة رسوم متحركة كعرض تلفزيوني خاص، والذي تبعه عمل رسوم متحركة آخر يحكي جزء عودة الملك من سلسلة سيد الخواتم في عام 1980. وفي عام 1978، صنع رالف باكشي عمل رسوم متحركة أيضاً للجزء الأول من سيد الخواتم، وعلى الرغم من كون الفيلم مربحاً، إلا أنه لم يحقق ما يكفي من الأرباح لإنتاج تتمة للسلسلة، فضلاً عن نشوء خلاف مع المنتج شاول زاينتز مما دعى باكشي لترك السلسلة. وفي نفس الوقت أنتج إستديو فانتازي فيلمز العديد من الأفلام الشبيه بسلسلة تولكين مثل: فيلم إكسكاليبور للمخرج جون بورمان وفيلم ويلو لجورج لوكاس.
أثناء عرض فيلم باكشي، ذهب المراهق آنذاك بيتر جاكسون لمشاهدة الفيلم على الرغم من أنه لم يقرأ الرواية ولكنه سمع باسمها، فكانت رأيه وقتها: «أحببت الجزء الأول، كان به بعض التسلسل الجذاب في الهوبيتون ولقاء مريب مع البلاك رايدر وقليل من المشاهد الجيدة للمعارك، لكن في منتصف الفيلم، انقطع سياق الفيلم وفقد تسلسله ولم أعد أفهم ما يجري. على الرغم من ذلك، جعلني أريد أن أقرأ السلسلة لاكتشف ما الذي سيحدث.» اشترى جاكسون نسخة مطبوعة من الرواية بغلاف ورقي، وقرأ روايتي الهوبيت و سيلماريليون لاحقاً، واستمع إلى نسخة الراديو التي أنتجتها البي بي سي عام 1981. وفي انتظاره لأن يصبح العمل فيلماً حياً على شاشة السينما يوماً على يد شخصٍ ما، قرأ جاكسون عن المحاولات السابقة لإنتاج السلسلة، ولكنه لم يشاهد العرض التلفزيوني الخاص الذي أنتجه رانكين وباس.

### عرض العمل على شركة ميرماكس
في عام 1995، وبينما كان جاكسون وفران والش ينهيان مرحلة ما بعد الإنتاج لفيلمهما المخيفون، تناقشا حول صناعة فيلم فانتازيا، ولم يتبادر إلى أذهانهما سيناريو لا يتشابه مع أعمال تولكين، مما دعاهما للاطلاع على حقوق ملكية الفيلم. فذهبا إلى هارفي واينستين من شركة ميرماكس الذي كان قد حاز حقوق سيد الخواتم آنذاك من شاول زاينتز. تيقن جاكسون أن إيفاء أعمال تولكين حقها يتطلب عدة أفلام وليس فيلماً واحدة، ولكنه اقترح في البداية ثلاثية مكونة من فيلم مبني على رواية الهوبيت، وعند نجاحه فإنه يمكن تصوير فيلمي سلسلة سيد الخواتم معاً. أعاد جاكسون قراءة رواية الهوبيت مستلهماً من الرسومات التوضيحية والمفاهيمية الواردة فيها، ولكنه لم يحصل على حقوق العمل التي اقتُسمت بين زانتيز ويونايتد آرتيست. حاول هارفي شراء حصة الإستديو في الحقوق ولكنه لم ينجح في ذلك.
بعد تأجيل تبني رواية الهوبيت في فيلم حي من أجل عمل يمهد له، قرر جاكسون العمل على فيلمين أو أكثر لسيد الخواتم: «عرضنا على ميرماكس فكرة إنتاج ثلاثة أفلام، إلا أن الشركة لم تحبذ أخذ هكذا مخاطرة واتفقنا على فيلمين.» وبدأ بكتابة النص بالتشارك مع والش وستيفن سينكلير، وقصة مصورة مع كريستيان ريفرز، وناقش اختيار الممثلين مع واينستين. وفي سياق متصل، بدأت شركة ويتا ديجيتال تطوير المؤثرات الرقمية المطلوبة، وأنتجت ورشة عمل شركة ويتا نماذج ورسوم أولية. ترك سينكلير العمل إلا أن جاكسون شعر بأن مساهماته ظهرت في النص النهائي خصوصاً الفيلم الثاني البرجان فوضع اسمه عليه.

### انتقال العمل لنيو لاين سينما
بعد الانتهاء من بناء النص، اتضح أن مقدرات شركة ميرماكس المالية لن تستوعب ميزانية العمل المُقدرة. اقترح واينستين أن يقتصر العمل على فيلمٍ واحدٍ. استفسر جاكسون حول إذا ما كنت مدة الفيلم 4 ساعاتٍ، لكن ميرماكس أصرت على ألا تتجاوز مدة الفيلم ساعتين مما يعني اقتطاع جزءٍ كبيرٍ من القصة وهو الأمر الذي رفضه جاكسون. مما دفع واينستين لتهديد جاكسون لاستبداله بكاتب السيناريو حسين أميني والمخرج جون مادين أو كوينتين تارنتينو. اعتبر جاكسون ذلك تهديداً فارغاً ولا يعدو كونه محاولة لجعله يرضخ لفكرة الفيلم الواحد.
أعاد واينستين مشروع الفيلم للدوران في حلقة مفرغة، ومنعت شروطه المرهقة أي إستديو آخر من تبني العمل. قابل جاكسون المدير التنفيذي لشركة نيو لاين روبرت الشايع، الذي بدوره قبل مشروع الفيلم وطلب توسيعه إلى ثلاثية، وفي النهاية تشارك جاكسون وبوب الشايع الحقوق تعاقدياً ولكن دون أي تدخل في حصة جاكسون.

## الإنتاج

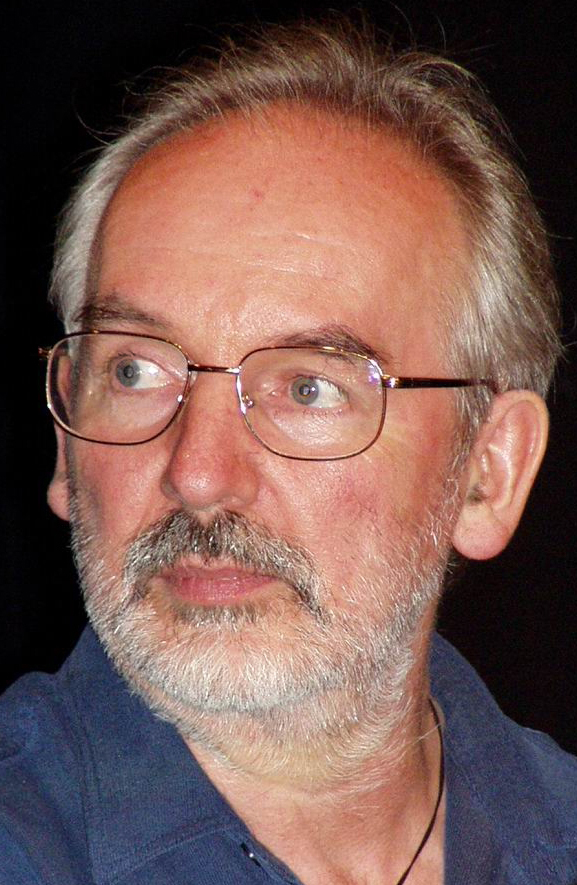
ألان لي، رسام تولكين الذي ساعد في الرسوم التوضيحية للرواية، في ورلد كون 2005 في غلاسكو.

بدأ جاكسون كتابة السيناريو وبناء لوحة للقصة بالتشارك مع كريستيان ريفرز وفران والش وفيليبا بوينز في عام 1997، وطلب من فريق العمل البدء بتصميم الأرض الوسطى في ذات الوقت. لم يلتزم جاكسون وبوينز ووالش بكتابة الفيلم ليكون متفقاً مع الكتب وإنما اكتفوا باقتباس ثلاثة أجزاء بحيث أصبحت بعض الأحداث مفقودة وبعضها جديد ومختلف عن الكتب وبعضها مختلف عن التسلسل الموجود في الكتب. ومن أجل جعل القصة أوضح وأقرب للمشاهدين، أخذ جاكسون ترتيباً تصاعدياً للأحداث وهو ما لم يتبعه تولكين في الكتابة. واستمر تطوير السيناريو أثناء التصوير، ويرجع ذلك إلى مساهمات طاقم الممثلين الذين كانوا يستكشفون شخصياتهم بشكل أعمق.
تضمنت النسخ الأولى من السيناريو شخصيات إضافية مثل: فاتي بولغر وغلورفيندل وإيلادين وإلروهير وإيركنبراند وإمراهيل وفورلونغ. حتى أن جاكسون فكر بإعادة تقديم شخصية توم بومباديل كظهور شرفي. وكان من المفترض لشخصية جيملي أن تشتم في سياق الفيلم وأن تلتحق شخصية أروين برفقة الخاتم في روهان وأن تمثل مشهد تعرٍ مع أراغورن في برك كهوف أجلاروند المتوهجة.

عيّن جاكسون ريتشارد تايلور قائداً ومساهماً طويل الأمد لورشة ويتا، وكانت الورشة منوطةً بتصميم خمس عناصر رئيسية وهي: الدروع والأسلحة والمكياج السينمائي والمخلوفات والقطع الصغيرة. وبناءً على طلب شركة نيو لاين، فقد استبدل مشرف الرسوم المتحركة جيم ريجيال بمارك ستينسن القادم من شركة ويتا ديجيتال. وفي نوفمبر 1997، التحق رسام أعمال تولكين آلان لي وجون هاو بمشروع الفيلم، وقد بنيت معظم التصورات التخيلية لتفاصيل الرواية على رسوماتهما، غير أن جاكسون اعتمد على رسومات تيد ناسميث، والذي رفضاً عرضاً للمشاركة مع جون وألان. أراد جاكسون تقديم تصاميم واقعية في إطار ملحمي تاريخي أكثر من كونه فانتازيا محضة، مستخدماً فيلم قلب شجاع كمرجع ومصدر إلهام: 
«قد يكون واضحاً إذا ما وصفته كفيلم تاريخي. وهو شيءٌ مختلفٌ تماماً عن فيلمي كريستال الظلام أو المتاهة. تخيل عملاً يشبه فيلم قلب شجاع ولكن بقليلٍ من سحر فيلم الأسطورة. […] بمعنى عليه أن يمتلك القوة التاريخية التي يتمتع بها فيلم قلب شجاع وليس فقط الفانتازيا العبثية الفارغة التي يمتاز بها فيلم ويلو.»35
أوكلت مهمة بناء مواقع التصوير وتحويل تصاميم آلان لي وجون هاو إلى نماذج هندسية إلى مصمم الإنتاج غرانت ميجر، وعمل دان هينا مخرجاً فنياً لاستكشاف مواقع التصوير وتنظيم مباني مواقع التصوير. وعملت نجيلا ديكسون مع ريتشارد تايلور على تصميم الأزياء وكان تصميم الشعر والمكياج بما يوائم الشخصيات من نصيب بيتر كينج وبيتر أوين. وعمل معظم هؤلاء وغيرهم على سلسلة الهوبيت أيضاً.
توجه جاكسون والمصور السينمائي أندرو ليزني للتصوير باستخدام كاميرا ذات عدسات كبيرة التنسيق قد تصل إلى 65 ملم أو التصوير بدقة عرض دقة عرض 4 كيلو بكسل، ولكن كلا الخياران مكلفان للغاية ولا يمكن تطبيقهما على أراضي نيوزيلندا. ولذلك قرروا التصوير بفيلم من نوع 35 ملم دقيق الحبيبات، وجعل الفيلم متدرج رقمياً من حيث دقة العرض.

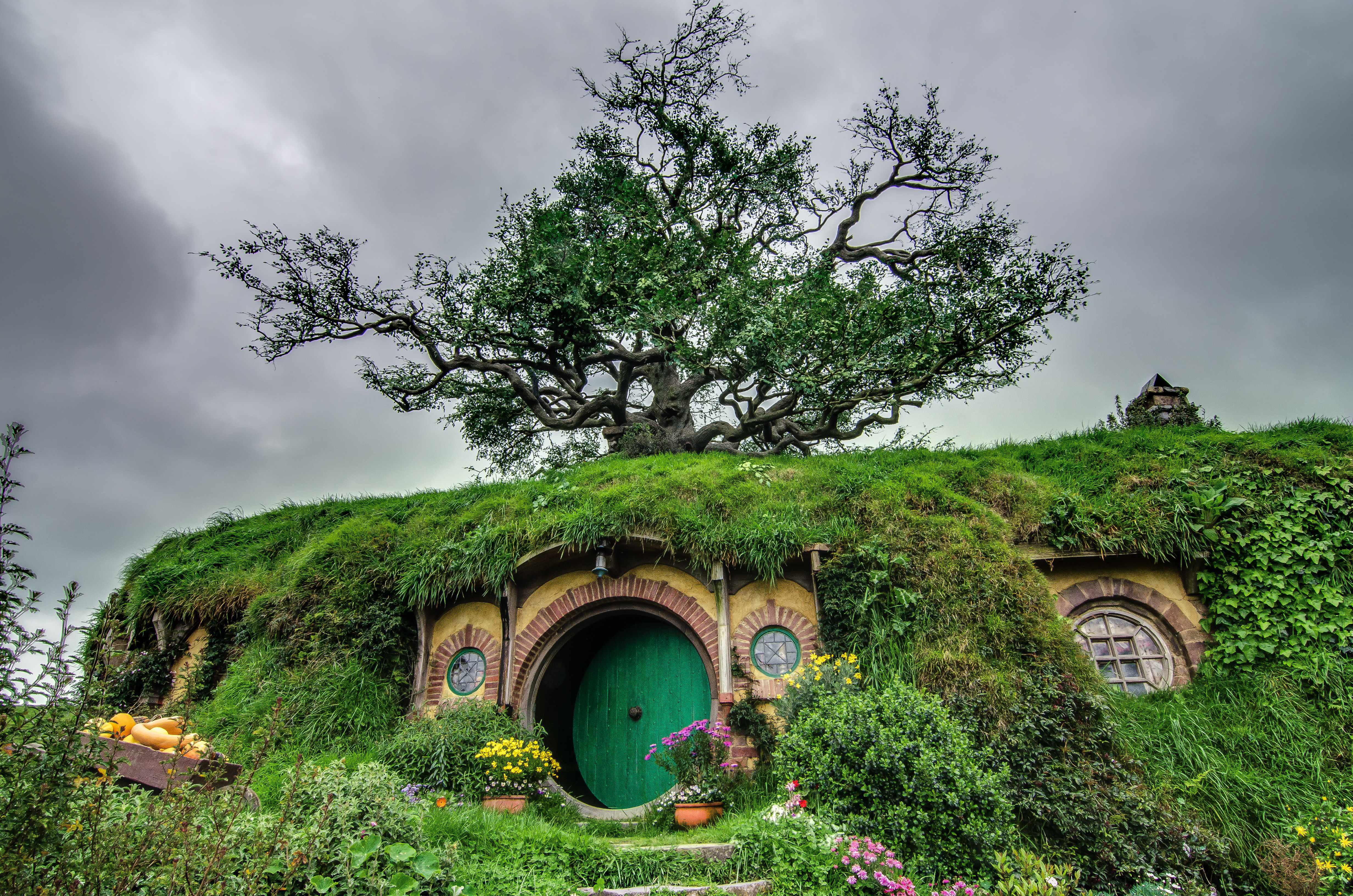
منزل فرودو وبيلبو باجنز في المقاطعة كما صُوّر في نيوزيلندا.

تم التصوير الرئيسي للأفلام الثلاثة في نفس الوقت في عدة مواقع داخل نيوزيلندا في منتجعاتها ومتنزهاتها الوطنية ومحمياتها. واستمر تصوير الأفلام بين 11 أكتوبر 1999 و22 ديسمبر 2000. وأخُذت اللقطات الاحتياطية سنوياً بين عامي 2001 و2004. صُورت السلسلة في أكثر من 150 موقعاً مختلفاً وباستخدام 7 وحدات تصوير وأستوديوهات مختلفة في أنحاء ويلينغتون وكوينزتاون. كان الإنتاج بمجمله من إخراج جاكسون مع وجود مخرجي لكل وحدة تصويرية على حدة والذين من بينهم جون ماهافي وجيف ميرفي وفران والش وباري إم. أوسبورن وريك بوراس وغيرهم من المخرجين المساعدين والمنتجين والكتاب المتاحين للعمل. أما الأحداث التي تتم بأشياء مصغرة فقد تم خلال فترة التصوير كلها واستغرق أكثر من 1000 يوم تصوير.
ابتكرت شركة ويتا ديجيتال تقنيات جديدة تسمح بعمل تلك المؤثرات الرقمية الرائدة آنذاك والمطلوبة لإنجاز السلسلة، بما في ذلك برنامج نظام محاكاة العوامل المتعددة في البيئة الافتراضية (المعروف اختصاراً باسم MASSIVE)، ووهو برنامج يخلق تجمعاتٍ ذكية لمشاهد المعارك والذي من شأنه تطوير الأجهزة اللاقطة للحركة، وقد استخدم البرنامج على كائنات ثنائية الأقدام مثل: غولوم وترولات الكهوف. تطورت تقنيات لاقط الحركة كثيراً في الأفلام اللاحقة لجاكسون وأصبحت بما يعرف بالمكياج الرقمي، أما أثناء فترة تصوير سيد الخواتم، فقد وُضِح لاحقاً أن الأمر برمته اعتمد على التحريك الحاسوبي.
حظيت جميع أفلام السلسلة بسنة كاملة لمرحلة ما بعد الإنتاج قبل عرضها في ديسمبر، وغالباً ما كان طاقم العمل ينتهي في أكتوبر أو نوفمبر وسرعان ما يتوجهون إلى الفيلم القادم. أراد جاكسون من جامي سلكيرك أن يستلم زمام المونتاج ولكن هذا كان مجهداً. فقرر أن يعهد بمونتاج الأفلام الثلاثة إلى جون جليبرت ومايكل هورتون وسلكيرك ولكن هذه القرار أثبت صعوبته على جاكسون بعد مرور شهر، وبالتالي تم المونتاج على مدار السنوات المتتالية مع إبقاء سيلكيرك مشرف المونتاج في أول مدخلتين. كان معدل المونتاج اليومي يصل إلى 4 ساعات وعند صدور فيلم رفقة الخاتم كانت القطع التجميعية للفيلمين الأخريين جاهزة والتي تصل إلى 4 ساعات ونصف لكل فيلم. بالمجمل، حوالي 1828 كم (6 مليون قدم) من الأفلام قد حُررت أثناء عملية المونتاج وأصبحت 11 ساعة و26 دقيقة (686 دقيقة) وهي المدة المطولة من العرض.

## الموسيقى

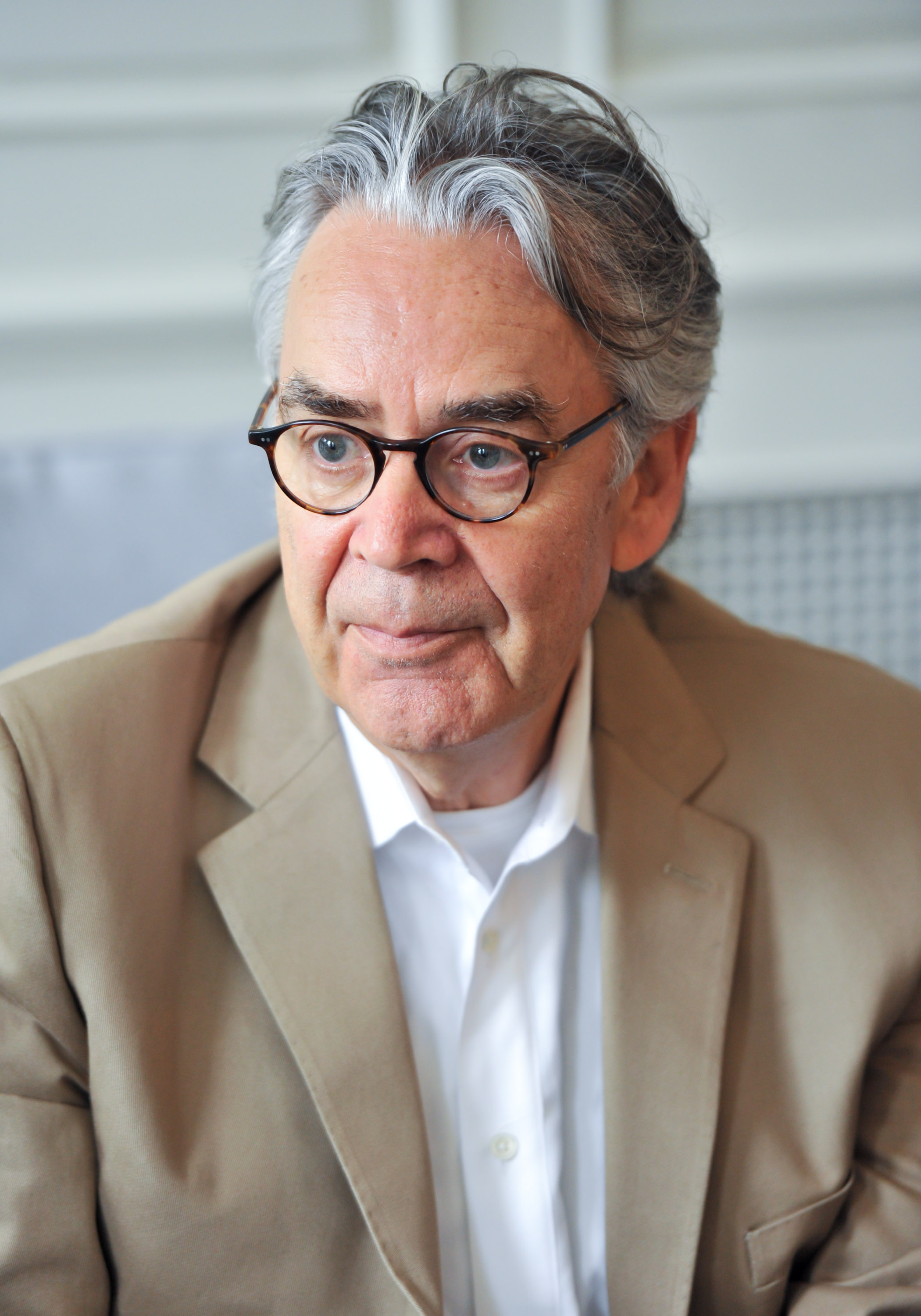
هوارد شور، مؤلف الموسيقى التصويرية للأفلام الثلاثة.

هوارد شور هو المؤلف والموزع والمنسق والمنتج لموسيقى الثلاثية. زار شو موقع التصوير في عام 1999، وألّف نسخة للّحن الرئيسي لمشاهد المقاطعة واللحن الرئيسي لفرودو قبل أن يبدأ جاكسون بالتصوير. في أغسطس 2000، زار موقع التصوير مرة أخرى وشاهد القطع التجميعية لمشاهد فيلمي رفقة الخاتم وعودة الملك. وقد استخدم شور في موسيقاه 85 – 110 لحناً دالاً لتمثيل العديد من الشخصيات والثقافات والأماكن مما جعل الثلاثية تتضمن أكبر قائمة من الألحان الدالة في تاريخ السينما متوفقاً – على سبيل المقارنة – على جميع أفلام سلسلة حرب النجوم. فمثلاً، هناك العديد من الألحان الدالة فقط لعرق الهوبيت في السلسلة وللمقاطعة. سُجلت بعض موسيقى الفيلم الأول في ويلينجتون ولكن موسيقى الثلاثية بكاملها سجلت في واتفورد تاون هول ومُزجت في أستديوهات آبي روود. خطط جاكسون أن يستمر التسجيل لمدة 6 أسابيع كل عام في لندن، بيد أن موسيقى فيلم البرجان استمرت لاثني عشر أسبوعاً.
سجلت فرقة أوركسترا لندن الفيلهارمونية موسيقى السلسلة بشكلٍ أساسي، وشمل ذلك حوالي 93 – 120 عازفاً. وساهم في ذلك أيضاً لندن فويسز ومدرسة أوراتوري في لندن (جوقة للفتيان الكاثوليك) والعديد من الفنانين من أمثال: بن دل مايسترو وشيلا شاندرا وإنيا ورينيه فليمنغ وجامس غالواي وآني لينوكس وأيمالينا توريني. وحتى ممثلون من السلسلة كبيلي بويد وفيجو مورتيسنين وليف تايلور وميراندا أوتو (الأخيرتان كانتا في النسخة المطولة من الفيلم أيضاً) ومخرج السلسلة بيتر جاكسون (أدى صوت ناقوس واحد في الفيلم الثاني) ساهموا في تسجيل موسيقى الفيلم. وقد عملت فران والش وفيليبا بوينز مؤلفتان موسيقيتان فكتبوا كلماتٍ للعديد من الألحان والأغاني، والتي ترجمها ديفيد سالو إلى لغات تولكين. جاءت أغنية النهاية في الفيلم الثالث المعنونة «في الغرب» كتكريم لكاميرون دونكان جامع صداقة المخرج الشاب جاكسون ووالش، والذي توفي بسبب السرطان في عام 2003.
فضّل شور تأليف مقطوعةً رئيسية لفيلم رفقة الخاتم على أن يكون لكل شخصية مقطوعة خاصة به ودالة عليه، وهو ما كان له مميزات وعيوب ظهرت في عدة مواضع في السلسلة، كما ألّف مقاطع منفردة لتمثل مختلف الثقافات. تزايدت كمية الموسيقى التي ألّفها شور في الفيلم الثالث بشكلٍ مدهش حتى وصلت إلى حوالي 7 دقائق يومياً. تفوقت موسيقى الفيلم في تصويتات أفضل موسيقى تصويرية لفيلم في التاريخ لمدة 6 سنوات متتالية، متجاوزةً الموسيقى التصويرية لأفلام كقائمة شندلر (1993) وغلاديايتر (2000) وحرب النجوم (1977) والخروج من أفريفيا (1985).

### الموسيقى التصويرية
| العنوان                                        | تاريخ الإصدار في الولايات المتحدة | المدة | المؤلف    | شركة التسجيلات  |
| ---------------------------------------------- | --------------------------------- | ----- | --------- | --------------- |
| رفقة الخاتم: الموسيقى التصويرية الأصلية للفيلم | 20 نوفمبر 2001                    | 71:29 | هوارد شور | ريبرايز ريكوردز |
| البرجان: الموسيقى التصويرية الأصلية للفيلم     | 10 ديسمبر 2002                    | 72:46 | هوارد شور | ريبرايز ريكوردز |
| عودة الملك: الموسيقى التصويرية الأصلية للفيلم  | 25 نوفمبر 2003                    | 72:05 | هوارد شور | ريبرايز ريكوردز |

## ردود الفعل

### شباك التذاكر
صدر الإعلان الترويجي للثلاثية في 27 أبريل 2000 وحقق رقماً قياسياً جديداً في عدد مرات التحميل مسجلاً 1.7 مليون ضغطة تحميل في أول 24 ساعة من صدوره. استخدم الإعلان أجزاءً من الموسيقى التصويرية لفيلم قلب شجاع وفيلم الخلاص من شاوشانك. في عام 2001، عُرضت 24 دقيقة من السلسلة والتي تضمنت بشكل رئيسي أحداث موريا في مهرجان كان السينمائي الرابع والخمسين، وقد لقيت استحسانًا كبيرًا. تضمن العرض أيضاً منطقة صممت لتبدو كالأرض الوسطى.
صدر فيلم رفقة الخاتم في 19 ديسمبر 2001. وقد حقق 47.2 مليون دولار في افتتاحية عطلة نهاية الأسبوع في الولايات المتحدة وحقق حوالي 887.8 مليون دولار في جميع أنحاء العالم. أُدرج عرض بسيط لفيلم البرجان قبل نزول التترات قرب نهاية العرض المسرحي للفيلم. وصدر مقطع دعائي ترويجي لاحقًا، يحتوي على موسيقى أعيد تسجيلها من فيلم مرثية حلم. صدر فيلم البرجان في 18 ديسمبر 2002. وقد حقق 62 مليون دولار في أول عطلة نهاية أسبوع له في الولايات المتحدة وتفوق على سابقه فحصد 951.2 مليون دولار في جميع أنحاء العالم. عرض المقطع الدعائي الترويجي لفيلم عودة الملك حصريًا قبل أحد أفلام شركة نيو لاين سينما يُدعى أسود مستعملة في 23 سبتمبر 2003. صدر الفيلم الثالث في 17 ديسمبر 2003، وكان إجمالي أرباح نهاية الأسبوع في الولايات المتحدة 72.6 مليون دولار، وأصبح الفيلم الثاني، بعد تيتانيك (1997)، بأكثر من مليار دولار في جميع أنحاء العالم.
| الفيلم                  | تاريخ صدور الفيلم في الولايات المتحدة | إجمالي شباك التذاكر    | إجمالي شباك التذاكر | إجمالي شباك التذاكر | الترتيب الدائم         | الترتيب الدائم         | الترتيب الدائم          | الترتيب الدائم          | الميزانية    | المراجع       |
| الفيلم                  | تاريخ صدور الفيلم في الولايات المتحدة | الولايات المتحدة وكندا | مناطق أخرى          | جميع أنحاء العالم   | الولايات المتحدة وكندا | الولايات المتحدة وكندا | قائمة أعلى الأفلام دخلا | قائمة أعلى الأفلام دخلا | الميزانية    | المراجع       |
| الفيلم                  | تاريخ صدور الفيلم في الولايات المتحدة | الولايات المتحدة وكندا | مناطق أخرى          | جميع أنحاء العالم   | Rank                   | Peak                   | Rank                    | Peak                    | الميزانية    | المراجع       |
| ----------------------- | ------------------------------------- | ---------------------- | ------------------- | ------------------- | ---------------------- | ---------------------- | ----------------------- | ----------------------- | ------------ | ------------- |
| رفقة الخاتم             | 19 ديسمبر 2001                        | $315,544,750           | $572,389,161        | $887,933,911        | 78                     | 9                      | 64                      | 5                       | $93 million  | [ 53 ] [ 54 ] |
| سيد الخواتم: البرجان    | 18 ديسمبر 2002                        | $342,551,365           | $608,676,051        | $951,227,416        | 57                     | 7                      | 56                      | 4                       | $94 million  | [ 55 ] [ 56 ] |
| سيد الخواتم: عودة الملك | 17 ديسمبر 2003                        | $377,845,905           | $764,425,193        | $1,142,271,098      | 45                     | 6                      | 24                      | 2                       | $94 million  | [ 57 ] [ 58 ] |
| الإجمالي                | الإجمالي                              | $1٬035٬942٬020         | $1٬945٬490٬405      | $2٬981٬432٬425      |                        |                        |                         |                         | $281 million | [ ا ]         |

### آراء النقاد والجمهور
حازت ثلاثية سيد الخواتم على إشادة واسعة وصُنفت من بين أعظم ثلاثية الأفلام على الإطلاق. كتب كينيث توران في صحيفة لوس أنجلوس تايمز أن «الثلاثية لن تجد ما يعادلها في القريب العاجل»، بينما وصف تود مكارثي من فارايتي الأفلام الثلاثة بأنها «واحدة من أكثر المشاريع طموحًا ونجاحًا على الإطلاق.» حصل فيلم رفقة الخاتم على أفضل فيلم خيالي على الإطلاق في استطلاع أجرته مجلة وايرد الأمريكية عام 2012، بينما احتل البرجان وعودة الملك المرتبة الرابعة والثالثة على التوالي.
تظهر السلسلة في قائمة أفضل 10 أفلام للعام الصادرة عن جمعية نقاد السينما في دالاس فورت وورث، وقائمة مجلة التايم لأفضل 100 فيلم في التاريخ وقائمة جيمس بيراردينيلي لأفضل 100 فيلم. في عام 2007، صنفت يو إس إيه توداي السلسلة على أنها أهم الأفلام في الخمسة وعشرين عامًا الأخيرة. وضعته مجلة إنترتينمنت ويكلي في قائمتها «الأفضل» لنهاية العقد، قائلة: «إحضار كتاب عزيز إلى الشاشة الكبيرة؟ لا تقلق. ثلاثية بيتر جاكسون - أو كما نحب أن نسميها الثلاثية النفيسة - تمارس جاذبيتها التي لا تقاوم، بمخلوقات الآلف الناطقة وإبداعاتها الجديدة.» ووضعها مجلة بيست في قائمة أفضل 50 فيلمًا في العقد (2000-2009)،  وصنفتها في المرتبة الرابعة. في قائمة أخرى لمجلة التايم، احتلت السلسلة المرتبة الثانية في «أفضل أفلام العقد». بالإضافة إلى ذلك، وُضع ستة شخصيات من السلسلة وممثليهم في قائمة «أعظم 100 شخصية سينمائية»، وهي قائمة ساهمت في جمعها مجلة إمباير، حيث تضمت القائمة أداء فيجو مورتينسين لشخصية أراغورن في المرتبة الخامسة عشر، وإيان ماكلين في المرتبة الثلاثين عن أدائه لشخصية غاندالف، وإيان هولم في المرتبة الواحدة والستين عن شخصية بيلبو باجنز (شاركه ذات المرتبة مارتن فريمان عن ذات الشخصية في سلسلة الهوبيت)، وجاء أندي سركيس في المرتبة السادسة والستين عن شخصية غولوم، وفي المرتبة السابعة والسبعين كان شون أستين عن شخصية ساموايز كامجي، وأورلاندو بلوم في المرتبة الرابعة والتسعون عن شخصية ليغولاس.
| الفيلم      | روتن توميتوز                              | ميتاكريتيك         | سينماسكور |
| ----------- | ----------------------------------------- | ------------------ | --------- |
| رفقة الخاتم | 91% (8.19/10 متوسط التقييم) (233 مراجعة)  | 92/100 (34 مراجعة) | −A        |
| البرجان     | 95% (8.50/10 متوسط التقييم) (255 مراجعة)  | 87/100 (39 مراجعة) | A         |
| عودة الملك  | 93% (8.69/10 متوسيط التقييم) (275 مراجعة) | 94/100 (41 مراجعة) | +A        |

### آراء من عالم صناعة الأفلام
حاز المسلسل أيضًا على إشادة من داخل عالم صناعة الأفلام، بما في ذلك ستيفن سبيلبرغ وجيمس كاميرون وجورج لوكاس. قال جون بورمان، الذي كتب سابقاً سيناريو لفيلم سيد الخواتم، أنه كان سعيدًا بأن نسخته الخاصة لم يتم إنتاجها لأن أفلام جاكسون كانت «على قدرٍ من الإمكانيات والضخامة بحيث لا يمكن مقارنتها إلا بمبنى كاتدرائية قوطية.» قال فورست أكرمان، الذي قدم ذات مرة معالجةً سينمائيةً لتولكين، وظهر في فيلم مذاق سيئ لبيتر جاكسون، أن أسلوبه «لم يكن من الممكن أبدًا أن يمنح الرواية معالجة  كالتي قدمها بيتر جاكسون.» كما صرح أرثر رانكين أن جاكسون كان يصنع «أفلامًا رائعة».
ومع ذلك، كان بعض صانعي الأفلام أكثر حدة في نقدهم. فقد اعتقد هاينز إيدلمان، الذي طرح فكرة فيلم رسوم متحركة عندما فكرت يونايتد آرتيست في تصوير الأفلام مع فريق البيتلز، أن السلسلة «سيئة الإخراج». لم يشاهد رالف باكشي السلسلة، وقد سبق له أن صنع فيلم رسوم متحركة مبني على النصف الأول من الثلاثية، لكن قيل له أن فيلم جاكسون مشتق من فيلمه. وقبيل إطلاق الفيلم، قال إنه لم «يفهم ذلك» لكنه «يتمنى أن يكون فيلمًا جيدًا». في وقت لاحق، حرض باكشي شاول زاينتز لعدم إخطاره بفيلم الحركة الحية، وقال إن جاكسون كان لديه فيلمه لدراسته وبالتالي كان لديه «مهمة أسهل قليلاً مما كان في وقته». بعد ذلك، تذمر من أن جاكسون «لم يفهم» تولكين وصنع «قمامة من المؤثرات الخاصة » لبيع الألعاب، فضلاً عن كونه مشتقًا من فيلمه. كما ألقى باكشي باللوم على جاكسون لعدم الاعتراف بالتأثير الذي أحدثه فيلم الرسوم المتحركة عليه، وكذبه بقوله أنه لم يشاهد فيلم باكشي على الإطلاق حتى أُجبر على ذكره، وحسب باكشي فإن جاكسون لم يذكر آثر فيلمه على السلسلة سوى مرة واحدة ذكر كجزء من «هراء العلاقات العامة». ومع ذلك، فقد امتدح مؤثرات جاكسون الخاصة، وفي عام 2015، اعتذر عن بعض ملاحظاته. في حين أشاد مايك بلوج، رسام الرسوم المتحركة لباكشي والكاتب بيتر بيجل، بفيلم الحركة الحية.

### الجوائز

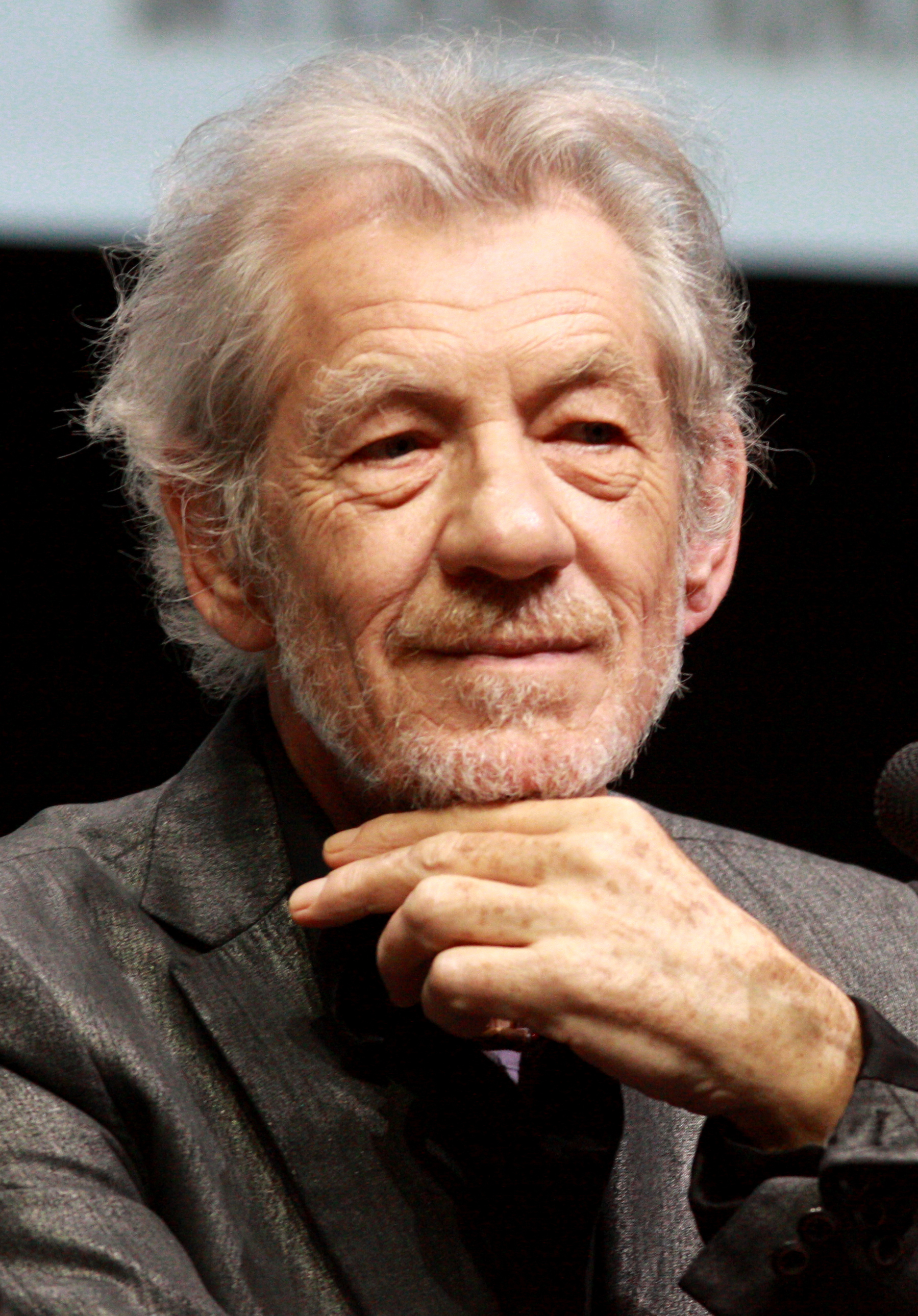
حصل إيان ماكيلين على العديد من الجوائز والتشريحات عن أدائه لشخصية غاندالف، بما في ذلك ترشيحه لأفضل ممثل مساعد في حفل توزيع جوائز الأوسكار الرابع والسبعين.

تم ترشيح الأفلام الثلاثة معًا لما مجموعه 30 جائزة أوسكار، فازوا منها بـ 17 جائزة، وكلاهما رقم قياسي لأي ثلاثية أفلام. حصل فيلم رفقة الخاتم على 13 ترشيحًا، وهو أكبر عدد من ترشيحات أي فيلم في حفل توزيع جوائز الأوسكار الرابع والسبعين، وفاز بأربعة منها؛ حصل فيلم البرجان على جائزتين من ستة ترشيحات في حفل توزيع جوائز الأوسكار الخامس والسبعين؛ وفاز فيلم عودة الملك في كل فئة تم ترشيحه فيها في حفل توزيع جوائز الأوسكار السادس والسبعين، مسجلاً الرقم القياسي الحالي للأوسكار لأعلى اكتساح نظيف، وتعادلت جوائز الفيلم الثالث الأوسكار الـ 11 التي فاز بها مع أرقام قياسية حققتها أفلام أخرى مثل: بن هور (1959) وتيتانيك (1997). أصبح عودة الملك أيضًا ثاني تتمة فيلم تفوز بجائزة أوسكار لأفضل فيلم بعد الجزء الثاني من فيلم العراب (1974).
بالإضافة إلى ذلك، فاز أعضاء طاقم الإنتاج بجائزة الأوسكار للإنجاز الفني عن تقديم نسيج جلد للكائنات في فيلم عودة الملك، وفاز ستيفن ريجيلوس بجائزة الأوسكار للعلوم والهندسة لتصميم وتطوير برنامج MASSIVE، وهو نظام الرسوم المتحركة المستخدم في مشاهد المعارك في ثلاثية سيد الخواتم.
| الفئة                                 |                                          |                                          |                                          |
| الفئة                                 | حفل توزيع جوائز الأوسكار الرابع والسبعون | حفل توزيع جوائز الأوسكار الخامس والسبعون | حفل توزيع جوائز الأوسكار السادس والسبعون |
| الفئة                                 | رفقة الخاتم                              | البرجان                                  | عودة الملك                               |
| ------------------------------------- | ---------------------------------------- | ---------------------------------------- | ---------------------------------------- |
| جائزة الأوسكار لأفضل فيلم             | رُشِّح                                      | رُشِّح                                      | فوز                                      |
| جائزة الأوسكار لأفضل مخرج             | رُشِّح                                      |                                          | فوز                                      |
| جائزة الأوسكار لأفضل سيناريو مقتبس    | رُشِّح                                      |                                          | فوز                                      |
| جائزة الأوسكار لأفضل ممثل مساعد       | رُشِّح                                      |                                          |                                          |
| جائزة الأوسكار لأفضل تصميم إنتاج      | رُشِّح                                      | رُشِّح                                      | فوز                                      |
| جائزة الأوسكار لأفضل تصوير سينمائي    | فوز                                      |                                          |                                          |
| جائزة الأوسكار لأفضل تصميم أزياء      | رُشِّح                                      |                                          | فوز                                      |
| جائزة الأوسكار لأفضل مونتاج           | رُشِّح                                      | رُشِّح                                      | فوز                                      |
| جائزة الأوسكار لأفضل مكياج وتصفيف شعر | فوز                                      |                                          | فوز                                      |
| جائزة الأوسكار لأفضل موسيقى تصويرية   | فوز                                      |                                          | فوز                                      |
| جائزة الأوسكار لأفضل أغنية أصلية      | رُشِّح                                      |                                          | فوز                                      |
| جائزة الأوسكار لأفضل مونتاج صوتي      |                                          | فوز                                      |                                          |
| جائزة الأوسكار لأفضل خلط أصوات        | رُشِّح                                      | رُشِّح                                      | فوز                                      |
| جائزة الأوسكار لأفضل تأثيرات بصرية    | فوز                                      | فوز                                      | فوز                                      |

1. ↑  أشارت مصادر أخرى غير بوكس أوفيس موجو إلى أن ميزانية الثلاثية تبلغ 281 مليون دولار: نيويورك تايمز،[59] وذي إندبندنت[60][61] وديلي تلغراف[62] وبيزنس إنسايدر[63] وكولايدر\[64] وإندي واير.[65][66]
2. ↑   لإيان ماكيلين عن شخصية غاندالف.
3. ↑   عن أغنية ليكن [الإنجليزية]
4. ↑   عن أغنية في الغرب [الإنجليزية]

بالإضافة إلى جوائز الأوسكار، فاز كل فيلم في السلسلة بجائزة هوغو لأفضل عمل درامي، وجائزة إم تي في للأفلام لأفضل فيلم لهذا العام، وجائزة زحل لأفضل فيلم خيالي. كما فاز الفيلمان الأول والثالث بجائزة البافتا لأفضل فيلم. منحت دائرة نقاد الأفلام في نيويورك فيلم عودة الملك جائزة أفضل فيلم في حفل توزيع الجوائز عام 2003، الذي استضافه أندرو جونستون، رئيس المنظمة في ذلك الوقت، والذي وصفه بأنه «عمل رائع في صناعة الأفلام.»

### المقارنة مع الرواية
قارن معلقون ثلاثية جاكسون بعمل تولكين الروائي، مشيرين إلى أنه على الرغم من نجاح كلاهما تجاريًا، إلا أنهما يختلفان في كثير من النواحي. أعجب النقاد بقدرة جاكسون على تصوير العمل الطويل والمعقد وجمال التصوير السينمائي ومواقع التصوير والأزياء؛ والحجم الملحمي لنسخته من قصة تولكين. لكنهم وجدوا الشخصيات والقصة أضعف كثيرًا بسبب تركيز جاكسون على العمل والعنف على حساب العمق النفسي، وإهمال تركيز تولكين على الإرادة الحرة والمسؤولية الفردية؛ واستبدال رحلة فرودو على المستوى الشخصي والفردي بأحد النموذج الأمريكي للبطل مستخدماً أراغورن في ذلك.
أما فيما يتعلق بما إذا كانت ثلاثية الفيلم وفية للرواية أم لا، فتتراوح الآراء من شعور فيرلين فليغر بأن تحويل الرواية إلى فيلم أمرٌ لا داعي له، ورأي واين جي هاموند بأن الفيلم يضحي بثراء الكتاب في الوصف والسرد من أجل العنف والإثارة والفكاهة الرخيصة، ووجهة نظر كريستوفر تولكين بأن تفسير جاكسون للنص غير مقبول، إلى موافقة جاكسون وبوينز بأن نسخة الفيلم مختلفة حتمًا. من هذا المنطلق، وصف نقاد مثل بريان روزبيري وتوم شيبي الأفلام بأنها نجاح جزئي، فالأفلام أظهرت بعض المشاعر الواردة في الرواية وصورت بعض الموضوعات الرئيسية للرواية. تعتبر إيفيت كيسور أن جاكسون لم يكن مخلصًا لكثير من تفاصيل تولكين، لكنه نجح في تحقيق شيء من نفس التأثير وتصوير العناية الإلهية والتحول الدرامي المفاجئ في آخر الأحداث المتسم بالترابط. يقترح ديميترا فيمي أن جاكسون كان يواصل تقليد تولكين في تكييف الفولكلور، بدمج آراء المعجبين حول هذا الفولكلور والتقاليد السينمائية مثل الزومبي في ثلاثية الأفلام لإنتاج الفولكلور الحديث الخاص به.

## الإصدارات المنزلية للفيلم
صدر أول فيلمين للسلسلة على قرصي دي في دي يحتويان على مشاهد من الفيلم التالي. أدى نجاح العرض المسرحي إلى ظهور النسخة المطولة من العرض على أربعة أسطوانات، مع مونتاج جديد وإضافة مؤثرات خاصة وموسيقى. جاء جاكسون بفكرة العرض المطول باستخدام أقراص الليزرديسك والدي في دي أثناء مرحلة ما قبل الإنتاج. بحيث أصبح بإمكانه إضافة بعض مشاهد العنف التي من اضطر لحذفها في نسخة العرض المسرحي  حتى يحصل الفيلم على تصنيف بي جي-13، ويمكنه ضبط السرعة وفقًا لمتطلبات الشاشة الصغيرة، والتي قال إنها: «مختلفة تمامًا». وأشار إلى أن النسخ المطولة «سيُنظر إليها على أنها المُقيمة والمحددة لمعالم أفلام السلسلة».
وزعت النسخ المطولة من الأفلام والميزات التي تتضمنها - سميت «بالملاحق» تكريماً للكتب - على قرصين، كما صدرت طبعة محدودة لنسخة المقتنين. صدر فيلم رفقة الخاتم في 12 نوفمبر 2002، والذي يحتوي على 30 دقيقة من المشاهد الإضافية، ولوحة ألان لي للرفقة وهي تدخل موريا، وبوابة موريا على ظهر الغلاف؛ وأضيف تصميم بوابات جوندور على الغلاف في إصدار نسخة المقتنين. صدر فيلم البرجان في 18 نوفمبر 2003، وقد احتوى على 46 دقيقة من المشاهد الإضافية ولوحة ألان لي  لظهور غاندالف الأبيض؛ احتوت نسخة المقتنين على تمثال سميغل (أحد الهوبيت تحول بعد قتله صديقه لرفضه إعطائه الخاتم إلى مسخ يدعى غولوم)، مع تمثال قاسي المظهر لشخصيته غولوم المتاح حسب الطلب فقط ولفترة محدودة. صدر فيلم عودة الملك في 14 ديسمبر 2004 محتوياً على 52 دقيقة من المشاهد الإضافية، ولوحة ألان لي لمنطقة الملاذات الرمادية ونموذج لمدينة ميناس تيريث الأسطورية في إصدار نسخة المقتنين، ونموذج  لميناس مورغول متاحًا حسب الطلب لفترة محدودة. كما تحتوي إصدارات الدي في دي للنسخ المطولة والممتدة على خرائط توضح مسار رحلة رفقة الخاتم. عرضت هذه النسخ أيضًا في دور السينما، وعلى الأخص في 16 ديسمبر 2003 في عرض ماراثون (أطلق عليه «ثلاثية الخميس») وبلغ العرض ذروة حضوره في وقت متأخر من الماء بعد عرض الفيلم الثالث. حصل الحاضرون في «ثلاثية الخميس» على تذكارات تحتوي على لقطة عشوائية من كل فيلم من الأفلام الثلاثة. وقد صدر أيضاً نسخة متفرعة [الإنجليزية] تضم كلا النسختين المسرحية والممتدة وتمكن هذه النسخة المُشاهد من التنقل بين المَشاهد، بالإضافة إلى فيلم وثائقي طويل من إخراج كوستا بوتس. صدرت السلسلة الكاملة في ستة أقراص في 14 نوفمبر 2006.
أصدرت شركة وارنر برذرز الإصدارات المسرحية للثلاثية على أقراص البلو-راي في 6 أبريل 2010. أما النسخة المطولة فقد صدرت على أقراص البلو راي في 28 يونيو 2011. وقد كان إجمالي وقت التشغيل أطول في نسخ البلو راي بسبب سرد أسماء «أعضاء نادي معجبين سيد الخواتم» الذين ساهموا في المشروع.
تم إصدار نسخ بلو راي ستيل بوك تتضمن العرض المطول للسلسلة والمكونة من خمسة أقراص في عام 2014. صدر الفيلم الأول رفقة الخاتم في 24 مارس 2014. تتطابق الأقراص مع تلك الموجودة في مجموعة البلو راي المكونة من خمسة أقراص والتي سبق صدروها.
صدرت ثلاثية سيد الخواتم في أقراص «ألترا إتش دي بلو راي» في 30 نوفمبر 2020 في المملكة المتحدة وفي 1 ديسمبر 2020 في الولايات المتحدة، بما في ذلك الإصدارين المسرحي والممتد من الأفلام. تمت إعادة صياغة الأفلام، جنبًا إلى جنب مع أفلام ثلاثية الهوبيت، لمنح جميع الأفلام الستة معالجة لونية أكثر جمالاً. أوضح جاكسون أنه تم تحسين لقطات المؤثرات البصرية لهذا الإصدار من خلال «[إزالة] و [دهان] أي عيوب»، لكنها لم يتم عمل «[ترقية] أو [تحسين]».
| الفيلم           | مدة العرض السينمائي (المسرحي) | مدة العرض المطولة             |
| ---------------- | ----------------------------- | ----------------------------- |
| رفقة الخاتم      | 178 دقيقة (ساعتان و58 دقيقة)  | 208 دقيقة (3 ساعات و28 دقيقة) |
| البرجان          | 179 دقيقة (ساعتان و59 دقيقة)  | 226 دقيقة (3 ساعات و46 دقيقة) |
| عودة الملك       | 201 دقيقة (3 ساعات و21 دقيقة) | 252 دقيقة (4 ساعات و12 دقيقة) |
| إجمالي مدة العرض | 558 دقيقة (9 ساعات و18 دقيقة) | 686 دقيقة (11 ساعة و26 دقيقة) |

## إرث السلسلة
زاد إصدار الأفلام الاهتمام برواية سيد الخواتم وأعمال تولكين الأخرى، مما زاد بشكل كبير من تأثيره على الثقافة الشعبية. فقد أدى نجاح الأفلام إلى إنتاج العديد من ألعاب الفيديو والبضائع الترفيهية بمختلف أنواعها.

### لم شمل فريق العمل
في 31 مايو 2020، ومن خلال قناته على يوتيوب، بث الممثل جوش غاد لقاء افتراضياً للممثلين عبر تطبيق زووم في الحلقة الرابعة من سلسلة الويب Reunited Apart، وهو جهد خيري لجمع التبرعات خلال جائحة كوفيد-19، حيث هدف لم شمل فريق عمل سلسلة سيد الخواتم إلى دعم حملة شاركنا قوتنا المسماة «لا طفل جائع». شارك جزء كبير من الممثلين الأصليين، بما في ذلك شون أستين وشون بين وأورلاندو بلوم وبيلي بويد وإيان ماكلين ودومينيك موناغان وفيجو مورتنسن وميراندا أوتو وجون رايز-ديفيز وأندي سيركيس وليف تايلر وكارل أوربان وإليجاه وود. بالإضافة إلى طاقم الممثلين، حضر أيضًا المخرج بيتر جاكسون وكاتب السيناريو فيليبا بوينز والملحن هوارد شور. علاوة على ذلك، ظهر أيضًا المخرج تايكا وايتيتي وزميله برنارد هيل. في 2 يونيو 2020، أعلن جوش غاد أن المؤسسة الخيرية جمعت أكثر من 100000 دولار.

### أثر السلسلة على السياحة وصناعة الأفلام

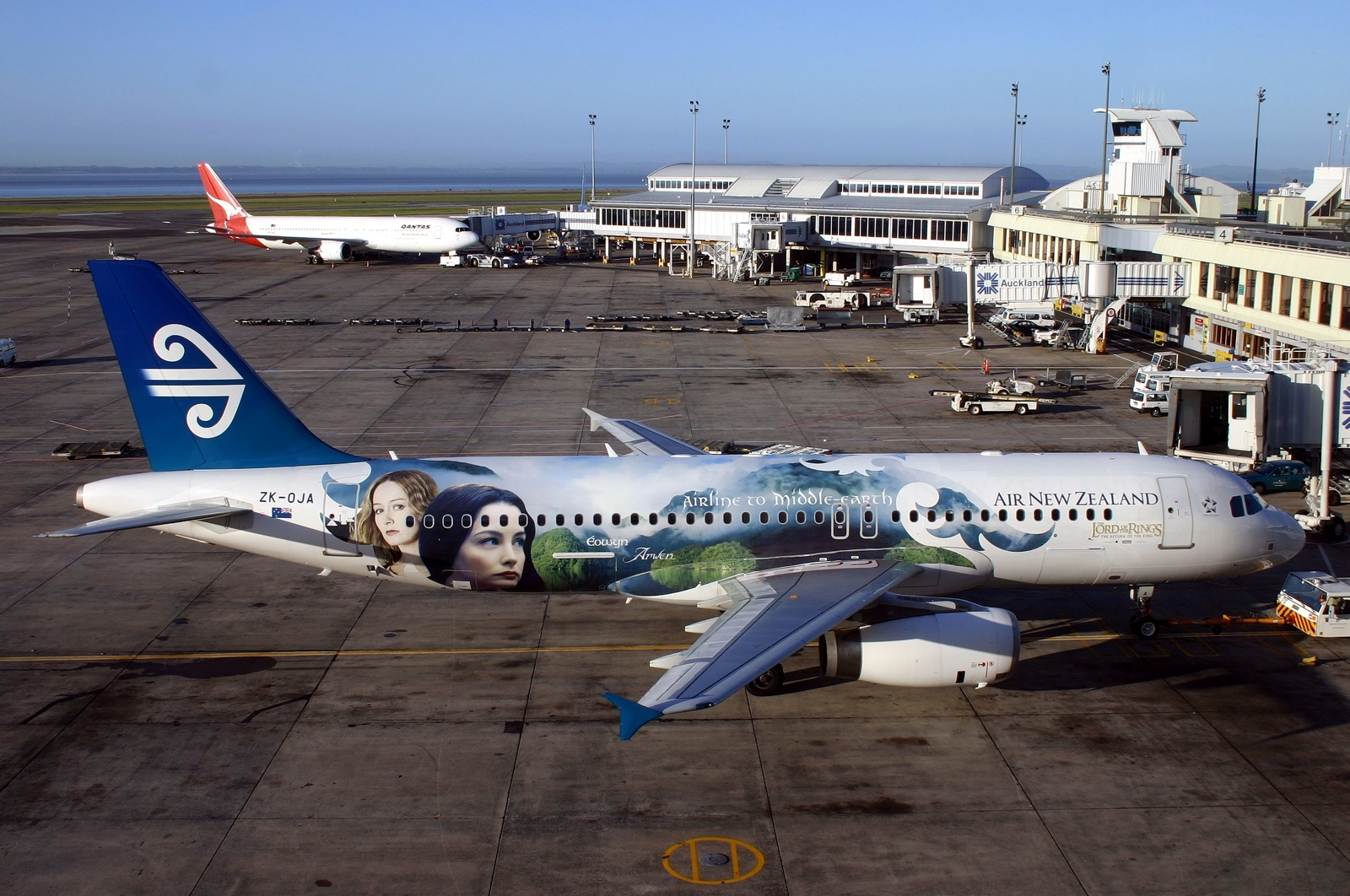
كَسَتْ شركة طيران نيوزيلندا طائرة إيرباص A320 هذه بلوحة من سيد الخواتم للترويج لفيلم عودة الملك في عام 2004.

نتيجة لنجاح المسلسل، أصبح بيتر جاكسون شخصية رئيسية في صناعة السينما في مقام ستيفن سبيلبرغ وجورج لوكاس، وصادق بفضل هذا النجاح أسماء ثقيلة في عالم صناعة مثل براين سينغر وفرانك دارابونت. أسس جاكسون منذ ذلك الحين شركة إنتاج خاصة به تدعى أفلام يونج نوت، بالإضافة إلى شركة ألعاب الفيديو وينج نوت التفاعلية. كما حصل أخيرًا على فرصة لإعادة إنتاج كينغ كونغ في عام 2005. حقق الفيلم نجاحًا على الصعيد النقدي وعلى صعيد شباك التذاكر، على الرغم من أنه لم يكن ناجحًا مثل سلسلة سيد الخواتم. أطلق على جاكسون لقب «الابن المفضل» لنيوزيلندا. في عام 2004، قام هوارد شور بجولة مع سيمفونية سيد الخواتم، حيث لعبوا ساعتين من الموسيقى التصويرية للسلسلة. إلى جانب أفلام هاري بوتر، فقد جددت السلسلة الاهتمام بنوع الأفلام الخيالية. ارتفعت السياحة في نيوزيلندا، بفضل بسبب اختيارها مكانًا لتصوير السلسلة، ولاحظ العاملون في قطاع السياحة أن المكان مألوف للسياح.
في ديسمبر 2002، افتتح معرض ثلاثية سيد الخواتم في متحف نيوزيلندا مجموعة تي بابا في ويلنغتون. اعتبارًا من عام 2007، سافر المعرض إلى سبع مدن أخرى حول العالم. وأنتجت مسرحية موسيقية من السلسلة في عام 2006 في تورنتو بكندا غير أن المراجعات السيئة التي نالتها المسرحية أدت إلى توقف عرضها. وعرضت نسخة مجتزئة في لندن بالمملكة المتحدة، في صيف عام 2007.

### الدعاوى القضائية
لم يقتصر إرث سيد الخواتم على الإرث الفني فقد اتمد إلى ساحات المحاكم والدعاوى القضائية حول توزيع أرباح الثلاثية. حيث رفع ستة عشر من أعضاء فريق التمثيل (نويل أبلبي وجيد بروفي ومارك فيرغسون وراي هينوود وبروس هوبكينز وويليام جونسون وناثانيل ليس وسارة ماكليود وآن ميون وبول نوريل وكريغ باركر وروبرت بولوك ومارتن ساندرسون وبيتر تايت وستيفن أور) دعوى قضائية بسبب ضد ضعف الإيرادات التي يجنونها من البضائع التي يظهرون عليها، وتم تسوية القضية خارج المحكمة في عام 2008. وجاءت التسوية بعد فوات الأوان بالنسبة لأبلبي، الذي توفي بسبب السرطان في عام 2007. كما رفع شاول زاينتز دعوى قضائية في عام 2004 مدعيًا أنه لم يحصل على كامل حقه في عوائد الملكية الفكرية.
في العام التالي، رفع جاكسون نفسه دعوى قضائية ضد الاستوديو بسبب أرباح الفيلم الأول، مما أجل تصوير سلسلة أفلام الهوبيت حتى أواخر عام 2007. رفع صندوق «تولكين» الخيري البريطاني دعوى قضائية في فبراير 2008، لانتهاك صفقة تقضي بتلقيهم 7.5 ٪ من إجمالي أرباح أي أفلام تبنى على أعماله، وطالب الصندوق بتعويض قدره 150 مليون دولار. رفض أحد القضاة هذا الخيار، لكنه سمح لهم بالحصول على تعويض من جراء تجاهل الاستوديو للعقد نفسه. وسوي هذا النزاع في 8 سبتمبر 2009.

### ألعاب الفيديو
تم إصدار العديد من ألعاب الفيديو لتكملة سلسلة الأفلام، وتشمل: البرجان وعودة الملك والعصر الثالث والعصر الثالث (GBA) [الإنجليزية] والتكتيكات [الإنجليزية] ومعركة الأرض الوسطى [الإنجليزية] ومعركة الأرض الوسطى الجزء الثاني ومعركة الأرض الوسطى: قيام ملك أنغمار الساحر [الإنجليزية] ولعبة سيد الخواتم عبر الإنترنت [الإنجليزية] والغزو وأراغورن كويست [الإنجليزية] وحرب الشمال [الإنجليزية] وليغو سيد الخواتم [الإنجليزية] وحراس الأرض الوسطى [الإنجليزية] وظل موردور وظلال الحرب وألعاب الكرة والدبابيس.

### ثلاثية الهوبيت الممهدة لأحداث السلسلة
أدى نجاح ثلاثية سيد الخواتم إلى قيام جاكسون بإخراج ثلاثية من الأفلام الممهدة لسيد الخواتم المقتبسة من كتاب تولكين الهوبيت للأطفال. استخدمت الأفلام، التي تم إصدارها بين عامي 2012 و 2014، الكثير من ممثلي سلسلة سيد الخواتم، بما في ذلك إيان ماكيلين وأندي سيركيس وهوجو ويفينغ وإليجاه وود وإيان هولم وكريستوفر لي وكيت بلانشيت وأورلاندو بلوم الذين أعادوا تمثيلهم أدوارهم. عاد معظم أفراد الطاقم أيضًا مع إخراج جاكسون، وقام هو ووالش بالإنتاج وشاركت بويينز في الكتابة. انسحبت نجيلا ديكسون من تصميم الأزياء وغرانت ميجور من تصميم الإنتاج وجيم ريجيل من العمل على المؤثرات البصرية وإيثان فان دير رين من مونتاج الصوت، ولكن خَلِفهم زملاؤهم في سلسلة سيد الخواتم، ريتشارد تيلور ودان هينا وجو ليتيري وبرنت بيرج. تغير فقط فريق الإضاءة بالكامل بسبب وفاة قائد الفريق براين بانجروف بين الثلاثيتين، وحل منسق الحركات غلين بوسوال محل جورج مارشال روغه الذي عمل في سيد الخواتم.
على الرغم من أن ثلاثية الهوبيت كانت ناجحة تجاريًا، إلا أنها تلقت آراء متباينة من النقاد. ومع ذلك، تمكنت الأفلام من إضافة سبعة ترشيحات أخرى لجوائز الأوسكار إلى حصيلة السلسلة ليصبح إجمالي الترشيحات 37 ترشيحاً، وفوز آخر بجائزة الأكاديمية العلمية والهندسية، مما أدى إلى أكبر عدد من الترشيحات والفوز لسلسلة من ستة أجزاء.

## وصلات خارجية
- رفقة الخاتم  في قاعدة بيانات الأفلام على الإنترنت (بالإنجليزية)
- البرجان  في قاعدة بيانات الأفلام على الإنترنت (بالإنجليزية)
- عودة الملك  في قاعدة بيانات الأفلام على الإنترنت (بالإنجليزية)